# DNA non codificante
In biologia molecolare si definisce DNA non codificante (noncoding DNA) ogni sequenza di DNA in un genoma che non porta informazioni per proteine, quindi che non verrà tradotto.
Tali sequenze possiedono varie funzioni (es. vengono trascritte in rRNA, tRNA, ecc.). In passato, ignorata la funzione, era identificato come DNA spazzatura (junk DNA).

## PerchéDNA spazzatura?

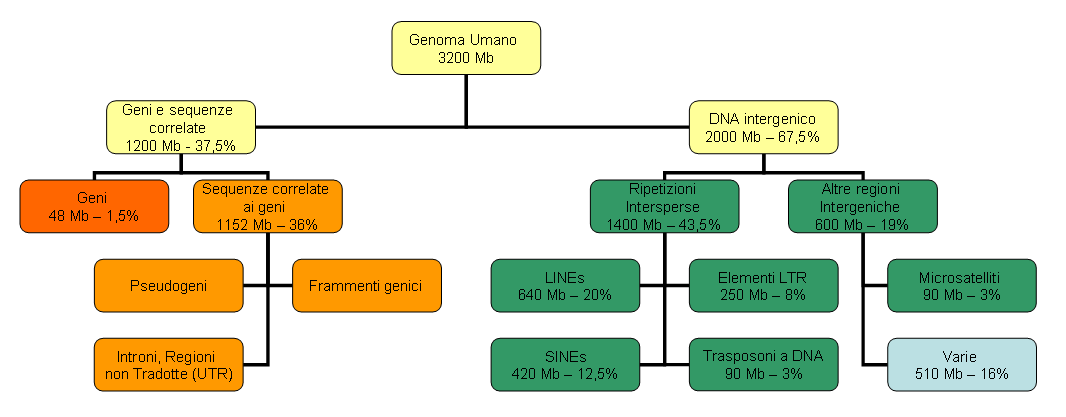
La composizione del genoma umano (dati tratti da Venter, 2001).

Circa il 98,5% del genoma umano è composto di sequenze non codificanti. Tale porzione comprende anzitutto le regioni introniche (circa il 26% dell'intero genoma) e quelle poste come separazione tra geni contigui: questi due tipi di sequenza derivano probabilmente da artefatti evolutivi e non sembrano avere oggi alcun tipo di utilità.
Rimane pur vero che la rimozione degli introni di un gene produce il non funzionamento del trascritto esattamente come se ad essere rimossa fosse una regione codificante. Un esperimento di questo tipo è stato svolto in una specie di pianta: il danneggiamento di una regione intronica ha prodotto un cambiamento notevole nella struttura della foglia, dovuto alla scorretta trascrizione e traduzione delle sue proteine strutturali.
Anche considerando gli introni come afferenti al DNA codificante, tuttavia, la percentuale di DNA che sembra non utilizzato rimane molto alta (intorno al 72,5%). Al suo interno, una parte preponderante è costituita da elementi ripetuti (o DNA ripetitivo), privi di funzione, spesso utilizzati dai genetisti per svolgere analisi filogenetiche. La frazione restante è quella che in passato è stata liquidata come DNA spazzatura, in quanto priva di alcuna funzione nota ed impossibile da classificare in alcun modo.
È molto probabile, tuttavia, che tutto questo DNA non codificante abbia un qualche ruolo . Ciò spiegherebbe la sua preponderanza nel genoma. Alcune sequenze non codificanti, infatti, presentano un'altissima conservazione tra numerose specie, alcune filogeneticamente molto lontane. Recenti esperimenti hanno infatti evidenziato che il DNA non codificante potrebbe avere diverse funzioni, molto diverse dalla semplice trascrizione e traduzione.
Occorre precisare che la dimensione del genoma, e quindi anche la quantità di porzioni non codificanti, sono poco correlati alla complessità dell'organismo: il genoma di Amoeba dubia, una ameba unicellulare, ha più di 200 volte la quantità di DNA rilevata nel genoma umano; Fugu rubripes, noto come pesce palla, presenta invece circa un decimo del genoma umano, pur avendo un numero di geni comparabile. La maggior differenza tra l'uomo ed il pesce palla, invece, sembra proprio essere la quantità di sequenze non codificanti. Questo enigma, noto come paradosso del C-value o, più correttamente, enigma del C-value  (C-value si riferisce alla quantità di DNA contenuto nel nucleo di una cellula aploide), deve ancora essere risolto.

## Ipotesi sull'origine e la funzione
Esistono numerose ipotesi sull'origine e la persistenza nel genoma di ampie regioni non codificanti. Nessuna di queste è riuscita a convincere totalmente la comunità scientifica. È comunque possibile che ogni ipotesi sia parzialmente corretta, e che l'intero DNA non codificante presente nel genoma si sia originato in numerosi modi diversi, alcuni dei quali descritti appunto dalle teorie seguenti.
- Queste regioni potrebbero essere rimasugli di pseudogeni, che nel corso dell'evoluzione avrebbero perso la loro funzione, anche a causa di eventuali frammentazioni della sequenza codificante.
- L'8% del DNA non codificante è stato dimostrato essere stato originato da retrotrasposoni di HERV (dall'inglese Human Endogenous RetroVirus[senza fonte]), ma si ipotizza che questa percentuale possa essere ritoccata a quasi il 25% del genoma umano.
- Il DNA non codificante potrebbe avere una funzione protettiva nei confronti delle regioni codificanti. Dal momento che il DNA è continuamente esposto a danni casuali da parte di agenti esterni, infatti, una tanto alta percentuale di DNA non codificante permette di pensare che le regioni ad essere statisticamente più danneggiate siano in realtà non codificanti.
- Il DNA non codificante potrebbe anche essere una sorta di riserva di sequenze al momento non codificate, ma dalle quali potrebbe emergere un qualche gene in grado di conferire vantaggio all'organismo. Da questo punto di vista, dunque, tali regioni costituirebbero le vere basi genetiche dell'evoluzione.
- Parte del DNA non codificante è ritenuto essere, più semplicemente, un elemento spaziatore tra geni. In questo modo gli enzimi che hanno rapporti con il materiale genetico avrebbero la possibilità di complessare più agevolmente il DNA. Il DNA non codificante così potrebbe avere una funzione fondamentale pur essendo composto di una sequenza assolutamente casuale.
- Alcune regioni di DNA non codificante potrebbero avere una funzione regolatoria sconosciuta: potrebbero ad esempio controllare l'espressione di alcuni geni o lo sviluppo di un organismo dallo stato embrionale a quello adulto.
- Nel DNA non codificante potrebbero essere contenute numerose sequenze trascritte ad RNA ma non tradotte a proteina: questi non coding RNA sono ancora poco conosciuti, ma si ritiene possano essere molti di più di quelli attualmente noti.
- Alcune teorie puntano invece a confermare che tale DNA non abbia in effetti alcuna funzione. In un recente esperimento è stata rimossa una quantità di DNA non codificante dal genoma murino pari all'1%. I topi sottoposti al trattamento non hanno mostrato alcun tipo di fenotipo. Ciò può comunque essere interpretato in due modi: il DNA non codificante non ha effettivamente nessuna funzione, oppure i ricercatori non sono stati in grado di sviluppare un metodo di rilevazione tale da osservare cambiamenti fenotipici nei topi [M.A. Nobrega et al. 2004]

## Conservazione del DNA non codificante
Dal punto di vista teorico, la presenza di grandi quantità di DNA non codificante sembra essere contro la logica evoluzionistica: la replicazione di una tale quantità di informazioni inutili, infatti, sembrerebbe essere un grande spreco di energia. Gli organismi con una minore quantità di DNA non codificante, risparmiando energia, dovrebbero presentare un vantaggio selettivo e, lungo l'evoluzione, il DNA non codificante sarebbe dovuto scomparire. In base a questo, sembrerebbe evidente che il DNA non codificante debba avere una qualche funzione.
In realtà, è possibile giustificare queste considerazioni anche partendo dal presupposto che tali sequenze non abbiano alcuna funzione. 
1. L'energia richiesta per la replicazione di grandi quantità di DNA inutile è in realtà insignificante se correlata all'intera quantità di energia spesa per l'intero processo replicativo.
2. Va ricordato il già citato vantaggio selettivo che potrebbe derivare dalla presenza di una riserva di sequenze extra non codificate. Ciò potrebbe giustificare la persistenza di queste regioni nel corso dell'evoluzione.
3. L'attività integrativa dei retrotrasposoni avviene più velocemente di quanto l'evoluzione sia in grado di eliminarli. Ciò spiegherebbe perché le regioni non codificanti, invece di diminuire, possano aumentare nel corso dell'evoluzione.

La genomica comparativa è una via promettente per la comprensione della reale funzione del DNA non codificante. È infatti ampiamente condiviso nella comunità scientifica il fatto che le regioni codificanti (o dotate di un qualche ruolo) siano ampiamente conservate, dal momento che una loro eventuale mutazione potrebbe indurre fenotipo negativo. A testimonianza di ciò sta l'ampia omologia (all'80%) tra un tipico gene umano ed uno, ad esempio, murino. I genomi dei due organismi hanno invece una percentuale di omologia molto minore. Confrontando dunque le regioni non codificanti di diversi organismi, è possibile comprendere se esse abbiano o meno una qualche funzione: regioni strettamente conservate (similarmente a quanto avviene per i geni), avranno con tutta probabilità una funzione; in caso contrario, è possibile che non presentino alcuna funzione.
In un recente studio, circa 500 elementi ultraconservati sono stati individuati in tutti i genomi di vertebrati analizzati, individuati in quello che prima era indicato come DNA spazzatura. La funzione di queste regioni resta comunque ignota, ma analisi di questo tipo permettono di focalizzare le indagini su precise sequenze. Si ritiene, in particolare, che queste possano essere sequenze coinvolte nello sviluppo da embrione ad adulto. La rilevanza statistica di tali risultati è tuttavia minata dalla relativa poca disponibilità di genomi sequenziati e non è quindi in realtà possibile parlare di generale conservazione. Con il sequenziamento di ulteriori genomi di vertebrati, gli scienziati potranno definire con maggiore chiarezza il livello di conservazione di tali sequenze.

## In oncologia
Uno studio del 2025 ha mostrato che gli RNA lunghi non codificanti (lncRNA) hanno un ruolo nella sopravvivenza di cellule tumorali come quelle del mieloma multiplo, ma anche dei tumori al seno, polmone, colon e dei linfomi. Talune 
isoforme di lncRNA hanno un ruolo nella crescita del tumore comparabile a quello dei geni che producono proteine. Alcune isoforme sono comuni a molteplici tipi di tumori, rendendo possibili nuove terapie trasversali. Inoltre, si è osservato che isoforme differenti del medesimo lncRNA possono avere ruoli diversi nella malattia.